# Auguste Stoeber

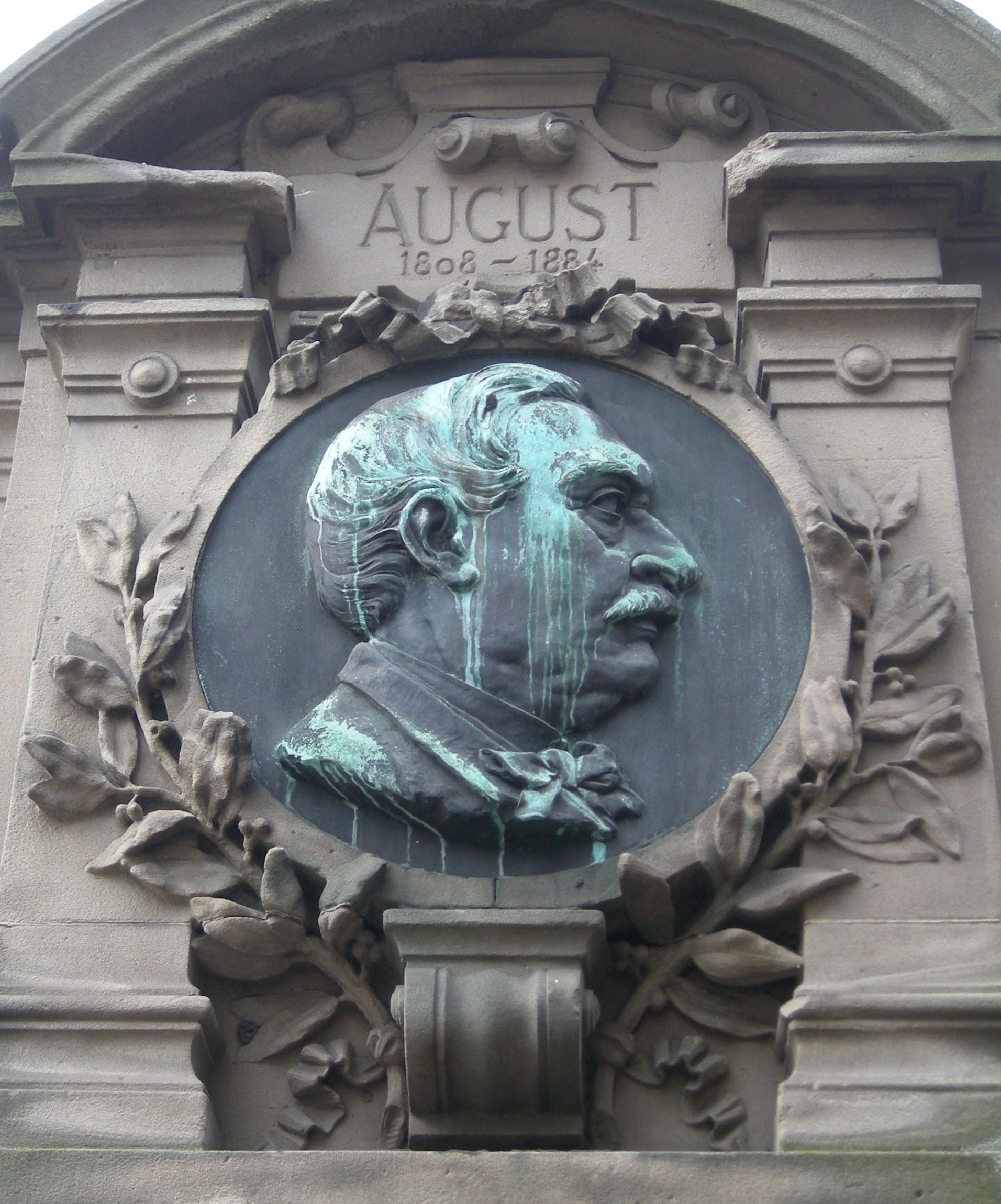
Estàtua dels Stoeber a Estrasburg

Auguste Stoeber (Estrasburg, 1808 - Mülhausen, 1884) fou un escriptor alsacià, fill d'Ehrenfried Stoeber i germà d'Adolphe Stoeber. Estudià filosofia, història i teologia a la Universitat d'Estrasburg, on va fer amistat amb l'escriptor Georg Büchner. Treballà com a mestre a Oberbronn i el 1838 va editar amb el seu germà la revista Erwinia, on publicà bona part dels seus reculls de llegendes populars alsacianes i publicà algunes peces en alsacià. El 1841 fou nomenat professor del gymnasium de Mülhausen i el 1878 fou professor de filosofia a la Universitat d'Estrasburg.

## Obres
- D'Gschicht vum Milhüser un Basler Sprichwort: D'r Fürsteberger vergesse (1822)
- Alsatisches Vergißmeinnicht (1825), amb el seu germà.
- Der Sagen des Elsass (Històries d'Alsàcia, 1852)
- Alsabilder (Llegendes, 1836)
- Elsasser Volksbüchlein (1842)
- E Firobe im e Sundgauer Wirtshüs (1868)